# Sân bay quốc tế Assab
Sân bay quốc tế Assab, (IATA: ASA, ICAO: HHSB) là một sân bay ở Assab, thủ phủ của vùng Nam Biển Đỏ củaEritrea. Sân bay này có 1 đường băng dài 3515 m bề mặt nhựa đường.

## Các hãng hàng không và các tuyến bay
Hiện có các hãng hàng không sau đang hoạt động tại sân bay Assab:
- Nasair (Asmara)